# 河西街道 (化州市)
河西街道，是中华人民共和国广东省茂名市化州市下辖的一个乡镇级行政单位。

## 行政区划
河西街道下辖以下地区：
沙堤尾社区、下墟社区、宝山社区、文仙社区、北岸社区、山车村、凤口村、坡石村、樟村、上郭村、三里堂村和禾化村。